# Philodendron parvilobum
Philodendron parvilobum är en kallaväxtart som beskrevs av Thomas Bernard Croat. Philodendron parvilobum ingår i släktet Philodendron och familjen kallaväxter. Inga underarter finns listade.